# Ichnanthus
Ichnanthus là một chi thực vật có hoa trong họ Hòa thảo (Poaceae).

## Loài
Chi Ichnanthus gồm các loài: